# Kustbijvlieg
De kustbijvlieg (Eristalis abusiva) is een vliegensoort uit de familie van de zweefvliegen (Syrphidae). De wetenschappelijke naam van de soort werd gepubliceerd in 1931 door Collin.
De kustbijvlieg komt algemeen voor in kust- en rivierengebieden.